# Wanborough
Wanborough es una localidad situada en el municipio de Swindon, en Inglaterra (Reino Unido). Tiene una población estimada, a mediados de 2019, de 1827 habitantes.
Está ubicada al este de la región Sudoeste de Inglaterra, cerca de la frontera con la región Sudeste de Inglaterra, de la ciudad de Trowbridge y de los restos arqueológicos de Stonehenge y Avebury.